# ألونزو برادلي
ألونزو برادلي (بالإنجليزية: Alonzo Bradley)‏ مواليد 16 أكتوبر 1953 في يوتيكا، هو لاعب كرة سلة أمريكي سابق. بدأ مسيرته الاحترافية في سنة 1977. تم اختياره من قبل فريق إنديانا بايسرز خلال الدرافت. يبلغ طوله 6 قدم 6 بوصة (2.0 م). اعتزل اللعب في 1980.

## روابط خارجية
- ألونزو برادلي على موقع إن بي أي (الإنجليزية)
- ألونزو برادلي على موقع سبورتس رفرنس (الإنجليزية)
- ألونزو برادلي على موقع ريلجم (الإنجليزية)
- ألونزو برادلي على موقع بروبوليرز (الإنجليزية)